# Richard Bauer
Richard Wolfgang Azevedo Bauer (São Paulo, 5 de fevereiro de 1972), é um tenor lírico spinto brasileiro.
Iniciou seus estudos de canto lírico em 1991 com o tenor brasileiro Benito Maresca.
Tem como característica o timbre escuro e forte, ideal para o repertório heróico-spinto italiano. Tem prevalecido seu valor, por suas notas agudas seguras e bem colocadas, aliada a uma ótima presença cênica.
Atuou nos principais teatros brasileiros e internacionais e trabalhou com importantes maestros, como Reynald Giovaninetti, Pier Giorgio Morandi, Carlo Rizzi, Nicola Luisotti, Marc Tardhue, Alexander Polyanistchko, Reinaldo Censabella, Mario de Rose, Guido Maria Guida e Luis Malheiro, entre outros; e diretores de cena, como Elijah Moshinsky, Giancarlo del Monaco, Pier Alli, Paul Curran, Emilio Sagi, Christian von Gotz, Robert Carsen, Bruno Berger Gorsky, Roberto Oswald, Iaacov Hillel.
Tem em seu repertório as seguintes óperas: Aida, Nabucco, La traviata, La forza del destino, Il trovatore, Ernani, Rigoletto, Un ballo in maschera (de Verdi); Madame Butterfly, Tosca, La bohème, Il tabarro, Turandot e Manon Lescaut (de Puccini); Andrea Chenier (de Giordano); Pagliacci (de Leoncavallo); Cavalleria rusticana (de Mascagni); Carmen (de Bizet); Norma (de Bellini); Les contes du Hoffmann (de Offenbach); Salomè (de Richard Strauss); Das Rheingold (de Wagner); Il guarany, Fosca, Lo schiavo e Salvator Rosa (de Carlos Gomes).